# Comté de DeKalb (Alabama)
Pour les articles homonymes, voir Comté de DeKalb.
Le comté de DeKalb est un comté des États-Unis, situé dans l'État de l'Alabama.

## Démographie
| 1840  | 1850  | 1860   | 1870  | 1880   | 1890   |
| ----- | ----- | ------ | ----- | ------ | ------ |
| 5 929 | 8 245 | 10 705 | 7 126 | 12 675 | 21 106 |

| 1900   | 1910   | 1920   | 1930   | 1940   | 1950   |
| ------ | ------ | ------ | ------ | ------ | ------ |
| 23 558 | 28 261 | 34 426 | 40 104 | 43 075 | 45 048 |

| 1960   | 1970   | 1980   | 1990   | 2000   | 2010   |
| ------ | ------ | ------ | ------ | ------ | ------ |
| 41 417 | 41 981 | 53 658 | 54 651 | 64 452 | 71 109 |